# Yolo County
Yolo County is een county in Californië in de VS. Het was een van de eerste county's en werd gevormd in 1850.
Oorspronkelijk heette de county Yola County. De naam van de county kan afkomstig zijn van "Yolo", een woord van de inheemse Amerikanen dat "plaats die overvloed aan lisdodden heeft" betekent. Het kan ook afkomstig zijn van de naam van een leider van een inheemse stam: "Yoho" of van de naam van een dorpje Yodoi.

## Geografie
De county heeft een totale oppervlakte van 2649 km² (1023 mijl²) waarvan 2624 km² (1013 mijl²) land is en 25 km² (10 mijl²) of 0,94% water is.

### Aangrenzende county's
- Sacramento County - oosten
- Solano County - zuiden
- Napa County - westen
- Lake County - noordwest
- Colusa County - noorden
- Sutter County - noordoost

### Steden en dorpen
- Davis
- Esparto
- West Sacramento
- Winters
- Woodland
- Yolo